# Markvartice (okres Jihlava)
Obec Markvartice (německy Markwartsdorf) se nachází v okrese Jihlava v kraji Vysočina. Žije zde 203 obyvatel.
Sousedními obcemi sídla jsou Rozseč, Sedlatice, Stará Říše, Předín a Svojkovice.

## Název
Název se vyvíjel od varianty Marquardiz (1257), Marcharticz (1350), Marchwarticz (1368), Marqarticze (1417), z Marquarticz (1466), Marquarticz (1678, 1718), Makwartitz (1720), Marquartitz (1751), Marquartitiz, Marwatitz a Marquartice (1846), Markartitz a Marvartice (1872) až k podobě Markvartice v letech 1881 a 1924. Místní jméno vzniklo přidáním přípony -ice k osobnímu jménu Markvart a znamenalo ves lidí Markvartových. Název je rodu ženského, čísla pomnožného a genitiv zní Markvartic.

## Historie
První písemná zmínka o obci pochází z roku 1257.

## Přírodní poměry
Markvartice leží v okrese Jihlava v Kraji Vysočina. Nachází se 18 km západně od Třebíče a 24 km jižně od Jihlavy.
Geomorfologicky je obec součástí Křižanovské vrchoviny a jejího podcelku Brtnická vrchovina, v jejíž rámci spadá pod geomorfologický okrsek Markvartická pahorkatina. Průměrná nadmořská výška činí 621 metrů. Nejvyšší bod o nadmořské výšce 672 metrů stojí severně od obce. Východně od Markvartic leží Kuklcíp (667 m n. m.) a jižně Pihličky (652 m n. m.). Obcí protéká Markvartický potok, jihovýchodní hranici tvoří Otvrňský potok.

## Obyvatelstvo
Podle sčítání 1930 zde žilo v 74 domech 383 obyvatel. 382 obyvatel se hlásilo k československé národnosti. Žilo zde 383 římských katolíků.
| Rok            | 1869 | 1880 | 1890 | 1900 | 1910 | 1921 | 1930 | 1950 | 1961 | 1970 | 1980 | 1991 | 2001 | 2011 |
| Počet obyvatel | 467  | 402  | 411  | 398  | 378  | 387  | 383  | 281  | 316  | 283  | 249  | 235  | 210  | 215  |

## Obecní správa a politika

### Zastupitelstvo, sdružení
Markvartice jsou členem Mikroregionu Telčsko a místní akční skupiny Mikroregionu Telčsko.
Obec má sedmičlenné zastupitelstvo, v jehož čele stojí starosta Josef Nedvěd.
| Období    | Voliči | Účast v % | Mandáty | Výsledky                                                        | Starosta     |
| --------- | ------ | --------- | ------- | --------------------------------------------------------------- | ------------ |
| 2006–2010 | 162    | 72,22     | 7       | 3 SDH Markvartice II 3 Sbor dobr.hasičů Markvartice I 1 KDU-ČSL | Josef Nedvěd |
| 2010–2014 | 166    | 73,49     | 7       | 3 SDH Markvartice I 2 SDH Markvartice II 3 SDH Markvartice III  | Josef Nedvěd |
| 2014–2018 | 158    | 74,68     | 7       | 3 SDH MARKVARTICE II. 3 SDH MARKVARTICE I. 1 KDU-ČSL            | Josef Nedvěd |

### Znak a vlajka
Právo užívat znak bylo obci uděleno rozhodnutím Poslanecké sněmovny Parlamentu České republiky dne 14. ledna 2000. Znak: V modro-zlatě děleném štítě nahoře dvě stříbrná rozložená křídla, dole položený červený paroh.

## Hospodářství a doprava
V obci sídlí firmy OESTREICH, s.r.o., BOHEMIA ASFALT, s. r. o., IRM Truck servis s.r.o., Zemědělská společnost Stará Říše, s.r.o., Flaga s. r. o. a NBB LIGNO, spol. s r.o. Obcí prochází silnice I. třídy č. 23 ze Staré Říše do Hor. Dopravní obslužnost zajišťují dopravci ICOM transport, Jiří Tunka, Tourbus, TRADO-BUS, ČSAD Jindřichův Hradec ČSAD JIHOTRANS, INTERBUS PRAHA, AZ BUS & TIR PRAHA a TRADO-BUS. Autobusy jezdí ve směrech Praha, Jihlava, Třebíč, Telč, Slavonice, Jemnice, Moravské Budějovice, Znojmo, České Budějovice, Jindřichův Hradec, Brno, Dačice, Budeč, Želetava, Nová Říše, Stará Říše, Studená, Zadní Vydří a Hrotovice.

## Školství, kultura a sport
Děti dojíždějí na první stupeň základní školy do Staré Říše, druhý stupeň absolvují v Telči. Sbor dobrovolných hasičů Markvartice měl v roce 2004 55 členů. Myslivecké sdružení Markvartice vzniklo v roce 1993.

## Pamětihodnosti
- Kaple Panny Marie
- Pamětní kámen